# Meknassa Al Gharbia
Meknassa Al Gharbia (franska: Meknassa Al Gharbia (CR), Meknassa Al Gharbia (Commune Rurale), arabiska: مكناسة الشرقية) är en kommun i Marocko.   Den ligger i provinsen Taza och regionen Fès-Meknès, i den nordöstra delen av landet, 260 km öster om huvudstaden Rabat. Antalet invånare är 4 070.